# Ники Бакојани
Ники Бакојани (грч. Νίκη Μπακογιάννη; Ламија, 9. јун 1968) је бивша грчка атлетичарка специјалиста за скок увис.

## Каријера
Најпознатија је по освајању сребрне медаље на Олимпијским играма 1996. у Атланти, након велике борбе у конкуренцији са Стефком Костадиновом, која је на крају постала олимпијска победница. Постигнутим резултатом 2,03 м поставила је национални рекорд Грчке. Ово је за Бакојани била друга сребрна медаља те године. Прву је освојила на Европском дворанском првенству 1996. у Стокхолму.
Бакојани је имала неколико победа на мањим атлетским такмичењима, као што су Медитеранске и Балканским играма. Освојила је златне медаље на Балканским играма 1990. године у Истанбулу (1,87 м), 1992. године у Софији (1,94 м) и 1994. године у Трикали (1,87 м). На Медитеранским играма 1987. у Латакији (1,84 м) и Медитеранским играма 1989. у Атини (1,87 м) била је бронзана, а Медитеранским играма 1997. у Барију (1,93 м) сребрна.

## Лични рекорди Ники Бакојани
| Дисциплина | отв/двор | Резултат | Место       | Датум            |
| ---------- | -------- | -------- | ----------- | ---------------- |
| Скок увис  | отворено | 2,03 НР  | [[ДАтланта] | 8. мај 1996.     |
| Скок увис  | дворана  | 1,96 НРд | Пиреј       | 2. фебруар 1994. |